# Mona Vangsaae
Mona Elly Hou Vangsaae (Copenaghen, 14 aprile 1920 – Copenaghen, 17 maggio 1983) è stata una ballerina danese.

## Biografia
Nata e cresciuta a Copenaghen, Mona Vangsaae studiò danza alla Scuola del Balletto Reale Danese seguendo il metodo Bournonville. Nel 1938 fu scritturata dal Balletto Reale Danese, di cui divenne solista nel 1942. Nei vent'anni seguenti danzò in ruoli di rilievo, tra cui Teresina in Napoli e la ballerina di strada ne Le Beau Danube di Léonide Massine. Nel 1955 fu Giulietta in occasione della prima mondiale del Romeo e Giulietta di Frederick Ashton.
Dopo il ritiro dalle scene nel 1962 fu co-direttrice del Det danske ballet akademi al Det Ny Teater per dodici anni fino al 1974. Apprezzata coreografa e grande esperta dello stile di Bounonville, ricreò diversi dei suoi balletti per l'English National Ballet durante i primi anni settanta. Successivamente fu maestra di balletto alla Royal Ballet School fino al 1983, quando morì all'età di 63 anni. 
Dopo il primo matrimonio con Børge Angelo Jahncke, terminato con il divorzio, nel 1946 sposò il collega Frank Schaufuss, primo ballerino del Balletto reale danese; la coppia ebbe due figli, Liselotte e Peter Schaufuss.